# يوساب الثاني (بابا الإسكندرية)
يوساب (يوسف) الثاني هو بابا الإسكندرية وبطريرك الكنيسة القبطية الأرثوذكسية الخامس عشر بعد المائة (1946 - 1956). كان مطران جرجا قبل أن يصبح البابا، وهو ثالث أسقف / مطران يصبح البابا بعد البابوات: يوحنا التاسع عشر (1928 - 1942) ومكاريوس الثالث (1942 - 1944). كان ورعًا وقائدًا عظيمًا للكنيسة القبطية، وقد عاصر الملك فاروق الأول وثورة 23 يوليو 1952. يُعد قديسًا في كنيسة التوحيد الأرثوذكسية الإثيوبية لتعيينه أول بطريرك لأثيوبيا ومنحه الكنيسة الأرثوذكسية الإثيوبية الاستقلال الكامل.

## حياته
ولد يوساب الثاني في بلدة «دير النغاميش» بسوهاج سنة 1875، واندمج في سلك الرهبنة بدير القديس الأنبا أنطونيوس سنة 1900 باسمه الأصلي «إقلاديوس» وكان له من العمر 15 عامًا وعكف في الدير على الدراسة، ولما أمتاز به من رغبة في العلم أوفده البابا كيرلس الخامس في بعثة علمية إلى أثينا سنة 1902 حيث درس في جامعتها اللاهوتية أربعة سنين أتم في نهايتها دراسته وحصل على إجازتها العلمية، وقد أجاد اللغتين الفرنسية واليونانية إلى جانب اللغتين القبطية والعربية.
بعد عودته تولى مناصب دينية كثيرة وفي سنة 1912 عين رئيساً لأديرة الأقباط في القدس وفلسطين ثم وكيلًا عامًا إيبارشية الكرسي الأورشليمي. في 5 نوفمبر 1920 رسمه البابا كيرلس الخامس على كرسي إيباراشية جرجا باسم «الأنبا يوساب» بعد فصله عن أخميم الذي رسم له في اليوم نفسه الأنبا بطرس، كما فصل عنه البلينا ورسم لها الأنبا إبرآم يوم 3 مارس 1921 بناء على ما طالبت به عائلة البطارسة وقد تكفلت بكل ما تتطلبه المطرانية من إقامة ونفقات. في يوم 26 مايو 1946 ارتقى كرسي البابوية وتوفي يوم 13 نوفمبر 1956.

## إثيوبيا
في يناير 1951 قام الأنبا يوساب الثاني بترقية الأسقف الأثيوبي الأنبا باسيليوس إلى رتبة مطران لكنيسة أثيوبيا، مع السماح له برسامة خمسة من الأساقفة الأثيوبيين.

## أعماله
بالرغم من ورعه إلا إنه كان ضعيف الشخصية ولم يستطع أن يوقف نفوذ سكرتيره الخاص الذي كان يتلقى الأموال لقاء بيع الرتب الكنسية لغير المستحقين، وهي جريمة خطيرة تسمى بـ«السيمونية» (نسية إلى سيمون الساحر الذي أراد شراء مواهب الروح القدس بالمال، والقصة مذكورة في سفر أعمال الرسل). ونتيجة لذلك الفساد الذي انتشر في جسد الكنيسة، جرت عدة محاولات لتصحيح هذا الوضع وعزل سكرتير البابا. حتى إن جماعة الأمة القبطية [Egyptian Arabic] قامت بخطف البابا من مقره واحتجزته في دير مار جرجس للراهبات وأجبرته على التوقيع على مطالبهم الإصلاحية! ولكنها كانت خطوة لم تحظ بأي قبول في الأوساط القبطية وباءت بالفشل سريعًا.
سنة 1956 اتفق أعضاء المجمع المقدس والمجلس الملي العام -ولأول مرة في التاريخ القبطي- على تعيين لجنة أسقفية للقيام بأعمال البابا بدلاً منه، وتشكيل اللجنة من: الأنبا أغابيوس مطران ديروط وقسقام، والأنبا ميخائيل مطران أسيوط، والأنبا بنيامين مطران المنوفية.